# Šarbane
Šarbane (Servisch cyrillisch Шарбане) is een plaats in de Servische gemeente Ub. De plaats telt 545 inwoners (2002).